# 大山由里香
大山 由里香（おおやま ゆりか、1974年4月20日 - ）は、日本のプロボウラー。

## 略歴・人物
大阪府岸和田市出身、ライセンス番号305、29期、株式会社900コーポレーション所属。
親がもともとボウリングをしていた影響もあり、小学校1年のときに親に連れられてボウリング場に行ったのが初めてのボウリング体験。ボウリングシューズを貰ったことをきっかけに小学校2年のときから本格的にボウリングを始め、小学校3年のときにはジュニアの大会で準優勝した。中学の頃はバドミントン部に所属し、毎日5 kmのランニングとスクワット100回を行っていながら、週5日はボウリングに通っていた。
高校卒業後はバイトをしたりOLに就職していたが性に合わず、ある日、弟の大山篤俊（現役プロボウラー）が習っていた事の影響で、仕事をしながらプロボウラー西村了の指導を受ける様になるが、プロになる気は全くなくボウリング技術の向上のためだった。
プロアマトーナメントにアマチュア枠にて出場、プロ2期生野村美枝子と決勝で対戦。その時は惜しくも破れ、準優勝に終わったが、本大会の出来事で大山は自信が付き、トップアマチュアを目指していたが、プロボウラーを意識する様になり、ついにプロテスト受験を決意。両親には反対されたが、一回限りのチャンスをもらい、プロテストの最初ではパニックに陥ったものの、自慢の根性からか晴れて合格。1996年、22歳のときにプロ入り。プロボウラーとなる。日本プロボウリング協会29期生、ライセンスNo.305、右投げ。
プロボウラーになってからは「美人プロボウラー」として一躍有名になった。
1999年、年末に行われるプロボウラー最高峰の大会である「全日本女子プロボウリング選手権大会」に出場し、史上最年少で優勝（当時、翌2000年に竹内昭子が記録更新）。念願のシードの座を獲得、それからも成績を残していき、トップボウラーに成長。
「プレッシャーが好き」と公言しており、試合中の集中力について、『ボウリング革命 P★League』出場当時のプロフィール（現在は消滅）上で『試合はギャラリーがいないと集中できない。後ろで見られるより、TV決勝など、投げるときにレーンの横にお客さんがいたほうがかえって気分が高まる』と語っている。

### 特徴
独特なプッシュアウェイと華麗なフォームが特徴。
身長は160 cmと小柄だが体質は筋肉質である。血液型はAB型。

### 現状
2013年現在はタイヨーパークレーンで西村了と共にアドバイザリースタッフとして勤務。

## 成績
賞歴（1 - 3位および新人賞歴）
1999年
- 第31回全日本女子プロボウリング選手権大会 - 優勝
  - 1999年当時史上最年少
- 大津プリンスカップ - 優勝

2000年
- 第32回全日本女子プロボウリング選手権大会 - 2位

2002年
- big box東大和カップ - 2位
- 第25回関西女子オープン - 優勝

2003年
- 第27回ABSジャパンオープンボウリング選手権 - 3位[4]

2004年
- 第36回全日本女子プロボウリング選手権大会 - 3位[5]
- 六甲クィーンズオープントーナメント - 2位[6]

2010年
- 第18回 中国新聞杯広島オープンボウリングトーナメント(JPBA承認大会) - 優勝

2012年
- 中日杯2012東海女子オープン - 優勝

2013年
- JFEカップ2013千葉女子オープンボウリングトーナメント - 優勝[7]

## 著書
- 『大山由里香ボウリング・レッスン』 大泉書店、2003年8月。ISBN 978-4278046816。

## メディア出演
- ダウンタウンのガキの使いやあらへんで!!（日本テレビ）
  - 2003年5月18日に放送された「史上空前4対1変則ボウリング対決」にて、松本チーム（松本人志・ココリコ・山崎邦正）と対戦する浜田雅功のコーチとして出演した。